# William John Wills
William John Wills fue un topógrafo inglés, nacido en 1834 y muerto en 1861, que alcanzó fama como segundo de la desafortunada expedición de Burke y Wills, la primera en atravesar Australia de sur a norte, hallando una ruta que cruzaba el continente desde las áreas habitadas de Victoria hasta el Golfo de Carpentaria.

## Juventud
Wills nace en Totnes, Devon el 5 de enero de 1834 siendo educado en la St Andrews Grammar School de Ashburton. Emigra a Australia en 1852 junto a su hermano menor Thomas, y encuentran trabajo en Deniliquin como pastores. El padre de Wills, el Dr. William Wills Snr., sigue a sus hijos a Australia, a donde llega en octubre de 1853 desplazándose los tres a Ballarat. William John Wills trabaja como excavador y comprador para un banco. En 1855 inicia sus estudios de topografía, mudándose a Melbourne para trabajar a las órdenes de Georg Balthasar von Neumayer en el Observatorio Flagstaff. Wills vive en Dorcas Street, al sur de Melbourne hasta 1859 cuando se muda al Observatorio.

## La expedición de Burke y Wills
En septiembre de 1858 el explorador suraustraliano John McDouall Stuart alcanza el centro de Australia, y en julio de 1859 el parlamento del Sur de Australia ofrece 2,000 libras para promover una expedición que cruce el continente de sur a norte. En mayo de 1860, Robert O'Hara Burke es designado para liderar la expedición y en julio de ese mismo año Wills es elegido tercero al mando, topógrafo y observador astronómico. 
La expedición parte de Melbourne el 20 de agosto de 1860 con 19 hombres, 27 camellos y 23 caballos. Alcanzan Menindee el 23 de septiembre de 1860 donde renuncian varios integrantes, incluyendo el segundo al mando de la expedición, George James Landells, con lo que Wills es promocionado a segundo. 
Tras 400 millas de camino, una avanzadilla alcanza Coopers Creek el 11 de noviembre de 1860, mientras el resto intenta alcanzarles. Tras un descanso, Burke decide continuar hacia el Golfo de Carpentaria, partiendo el 16 de diciembre de 1860. William Brahe es dejado a cargo del resto de la expedición. El reducido equipo formado por Burke, Wills, John King y Charley Gray alcanzan los manglares del estuario del río Flinders, cerca de la actual ciudad de Normanton, el 9 de febrero de 1861. Las inundaciones y los pantanos que citan dan a entender que no llegaron al mar. 
Debilitados por el hambre y el calor, el viaje de regreso fue lento, obstaculizado por los chaparrones tropicales de la estación húmeda. Gray fallece cuatro días antes de alcanzar el punto de encuentro de Coopers Creek. Los otros tres descansan un día tras enterrarlo. Alcanzan el punto de encuentro el 21 de abril de 1861, 9 horas después de que el resto de la expedición que les esperaba dejase de hacerlo y marchase, dejando una nota y algo de comida, ya que no habían sido relevados por el grupo que se suponía que debía llegar desde Menindie.
Intentan alcanzar el monte Hopeless (Monte de la Desesperanza), El campamento de pastores más apartado del sur de Australia, el cual se encontraba más cerca que Menindie, pero no lo logran y vuelven a Cooper Creek. Mientras esperan el rescate Wills cae exhausto y es incapaz de continuar, urgiendo a Burke y King a que continúen y le dejen solo en un cobijo con comida y agua. Wills muere solo en un lugar llamado Breerily Waterhole, en Coopers Creek a finales de junio de 1861; la fecha exacta de su muerte es incierta, aunque probablemente fuese entre los días 28 y 29. Poco después, Burke también fallece.
King sobrevivió con la ayuda de los aborígenes hasta que fue rescatado en septiembre por Alfred William Howitt, quien además entierra a Burke y Wills antes de regresar a Melbourne. En 1862, Howitt regresa a Coopers Creek y desentierra los cuerpos de Burke y Wills, llevándolos primero a Adelaida y posteriormente en vapor hasta Melbourne, donde sus cadáveres son velados durante dos semanas. El 23 de enero de 1863 Burke y Wills reciben un funeral de estado, siendo sepultados en el Cementerio General de Melbourne.